# Новокшонов, Иван Михайлович
Ива́н Миха́йлович Новокшо́нов (20 октября 1896, село Гусево, Томская губерния — 5 мая 1943, Свердловск) — русский советский писатель, сценарист, автор повести «Потомок Чингисхана».
Участник Гражданской войны в Сибири, командир партизанского отряда.

## Биография
Родился 20 октября 1896 года в селе Гусево Томского уезда Томской губернии (ныне — Шегарский район, Томская область, Россия) в семье крестьян.
Жил на станции Култук Иркутской губернии, затем в Иркутске в предместье Глазково. Учился в начальной школе, затем — в промышленном училище, однако его не окончил.
После Февральской революции вступил в Коммунистическую партию, участвовал в борьбе за утверждение Советской власти в Иркутске. Во время Гражданской войны организовал партизанский отряд в районе станции Зима Иркутской губернии. В дальнейшем командовал Пятым Зиминским полком, воевал в Забайкалье. В 1920—1921 годах работал в органах транспортной Чрезвычайной комиссии.
С 1921 года жил в Москве. 1 июня 1925 года принят в число членов Всероссийского общества крестьянских писателей. Был членом правления общества, членом правления литфонда, председателем комиссии по охране труда.
С 1931 года жил в Свердловске, работал начальником сектора технической пропаганды Всесоюзного объединения «Востоксталь».
В 1937 году репрессирован. Умер 5 мая 1943 года в Свердловске. Реабилитирован посмертно в 1998 году.

## Творчество
В 1925—1926 годах печатался в газете «Бурят-Монгольская правда», журналах «За семь дней», «Жернов», «Комсомолец» и других.
В 1927 году вышли сборники «Великий Аным» и «Памяти павших за Октябрь» (последний — в соавторстве с М. Скрыпник), была опубликована повесть «Таёжная жуть».
В 1928 году режиссёр Всеволод Пудовкин по мотивам повести Новокшонова «Потомок Чингисхана» поставил одноимённый фильм (сценарий Ивана Новокшонова и Осипа Брика).
Во второй половине 1920-х годов написал в соавторстве с П. Я. Яльцевым драму «Ненависть».
В 1933 году вышел сборник «Партизанские были». В 1934 году переиздал повесть «Таёжная жуть» под названием «Застрельщики». В 1937 году был закончен второй вариант повести «Потомок Чингисхана», которая впервые была опубликована в 1965 году в альманахе «Ангара». Роман «Ангара» остался незавершённым.

## Избранная библиография
- Потомок Чингисхана: Повесть. — М.: Сов. писатель, 1966. — 196 с., ил. — тираж 30 000 экз.
- Потомок Чингисхана. — Улан-Удэ: Бурят. кн.изд-во, 1969. — 198 с., ил. — тираж 50 000 экз.
- Потомок Чингисхана: Повести. — Иркутск: Вост.-Сиб. кн. изд-во, 1983. — 432 с., ил. — тираж 100 000 экз. — («Литературные памятники Сибири»).
- Потомок Чингисхана // Кин В. По ту сторону. Новкшонов И. Потомок Чингисхана. — Новосибирск: Новосиб. кн. изд-во, 1988. — 320 с., ил. — тираж 150 000 экз. — («Гражданская война в Сибири»).

## Сценарий
- «Потомок Чингисхана» (1928) — совместно с Осипом Бриком[4][5].

## Экранизация

Постер к фильму
«Буря над Азией»

- «Потомок Чингисхана» (1928) — художественный фильм, в зарубежном прокате — «Буря над Азией».

## Память
- Именем Новокшонова названа улица в Иркутске[6].
- Именем Новокшонова названа улица в Зиме (Иркутская область).
- В Зиме установлена мемориальная доска в память об Иване Новокшонове.